# Арагонське королівство
Араго́нське королівство (араг. Reino d'Aragón, кат. Regne d'Aragó; ісп. Reino de Aragón) — держава, що існувала у 1035–1707 роках на території сучасної Іспанії та Франції. У різні часи включало до свого складу історичні області Арагон, Каталонія, Валенсія і Руссільйон. З 1707 Арагон став частиною Іспанії. Столицею королівства була Сарагоса.

## Історія
Ядро майбутнього королівства становило Арагонське графство зі столицею в місті Хака, що існувало з 802 і перебувало у феодальній залежності від Памплонського королівства (Наварри). Після припинення місцевої династії у 943 Арагон опинився включеним до складу Наварри, король якої Гарсія I Санчес одружився зі спадкоємицею графства. Королі Наварри носили титул графів Арагону до 1035, коли володіння короля Санчо III Великого були розділені. Арагон було виділено в окреме королівство, що дісталось під управління незаконному сину Санчо, Раміро I.
Вже за Раміро почалось розширення Арагону. Після смерті у 1045 його брата Гонсало Санчеса, Раміро успадкував його володіння, графства Собрарбе та Рібагорсу. У 1076 році син Раміро, Санчо Рамірес був обраний також королем Наварри, яка залишалась у складі Арагону на правах особистої унії до 1134.
В 1150 король Раміро II Чернець видав заміж свою дочку та спадкоємицю Петронілу за графа Барселони Раймона Беренгера IV. Їхній син, Афонсо II у 1164 успадкував Арагонську Корону, до складу якої тепер увійшла також більша частина Каталонії.
У 1172 до Арагону було приєднано Руссильйонське графство.
У 1229—1235 в ході Реконкісти були відвойовані у маврів Балеарські острови, де у 1276 утворилося васальне королям Арагону Майорканське королівство, знову завойоване Арагоном у 1344-1349.
У 1238 завойована Валенсія, після чого до титулатури королів Арагону додався ще й титул «король Валенсії».
Після Сицилійської вечірні у 1282–1302 королі Арагону утвердились в Сицилії, де було утворено васальне Сицилійське королівство, що пізніше знову увійшло до складу Арагону, в 1326 — в Сардинському королівстві, а в 1442 — в Неаполітанському королівстві.
Після шлюбу короля Фернандо II Арагонського та Ізабели I Кастильської, Кастилія та Арагон стали до 1516 об'єднаними у Королівство Іспанія
Титул короля Арагону входив до титулатури королів Іспанії до 1707, коли він остаточно зник.